# Enchanted Oaks
Enchanted Oaks è un centro abitato degli Stati Uniti d'America situato nella contea di Henderson dello Stato del Texas.
La popolazione era di 326 persone al censimento del 2010.

## Geografia fisica
Enchanted Oaks è situata a 32°16′09″N 96°06′31″W (32.269179, -96.108723).
Secondo lo United States Census Bureau, ha un'area totale di 0,4 miglia quadrate (1,0 km²).

## Società

### Evoluzione demografica
Secondo il censimento del 2000, c'erano 357 persone, 166 nuclei familiari e 122 famiglie residenti nella città. La densità di popolazione era di 917,8 persone per miglio quadrato (353,4/km²). C'erano 237 unità abitative a una densità media di 609,3 per miglio quadrato (234,6/km²). La composizione etnica della città era formata dal 94,68% di bianchi, lo 0,56% di afroamericani, lo 0,28% di nativi americani, e il 4,48% di due o più etnie. Ispanici o latinos di qualunque razza erano il 3,08% della popolazione.
C'erano 166 nuclei familiari di cui il 13,9% aveva figli di età inferiore ai 18 anni, il 68,1% aveva coppie sposate conviventi, il 4,2% aveva un capofamiglia femmina senza marito, e il 26,5% erano non-famiglie. Il 25,9% di tutti i nuclei familiari erano individuali e il 18,1% aveva componenti con un'età di 65 anni o più che vivevano da soli. Il numero di componenti medio di un nucleo familiare era di 2,15 e quello di una famiglia era di 2,52.
La popolazione era composta dal 15,7% di persone sotto i 18 anni, il 3,1% di persone dai 18 ai 24 anni, il 15,4% di persone dai 25 ai 44 anni, il 32,8% di persone dai 45 ai 64 anni, e il 33,1% di persone di 65 anni o più. L'età media era di 56 anni. Per ogni 100 femmine c'erano 95,1 maschi. Per ogni 100 femmine dai 18 anni in giù, c'erano 92,9 maschi.
Il reddito medio di un nucleo familiare era di 64.097 dollari e quello di una famiglia era di 76.634 dollari. I maschi avevano un reddito medio di 51.316 dollari contro i 34.545 dollari delle femmine. Il reddito pro capite era di 32.563 dollari. Nessuna delle famiglie e il 7,4% della popolazione vivevano sotto la soglia di povertà, incluso il 5,3% di persone sopra i 64 anni.